# Heinz Adler (Politiker)
Heinz Adler (* 31. Oktober 1912 in Breslau, Provinz Schlesien; † 23. Juli 1990 in Flensburg) war ein deutscher Politiker (SPD). Von 1946 bis 1971 war er Abgeordneter im Schleswig-Holsteinischen Landtag und von 1963 bis 1977 war er Oberbürgermeister der Stadt Flensburg.

## Leben und Beruf
Heinz Adler wurde 1912 als Sohn von Käte Adler, geborene Buch, und des Kämmerers Ewald Adler in Breslau geboren. Nach dem Abitur am Breslauer St.-Elisabeth-Gymnasium studierte Adler Rechts- und Staatswissenschaften an der Universität Breslau und an der Ruprecht-Karls-Universität Heidelberg. Nebenher studierte er außerdem Kompositionslehre, Bühnenregie sowie Gesangs- und Schauspielkunst. 1935 bestand er das Referendarexamen, 1939 mit der Großen juristischen Staatsprüfung das Assessorexamen und war anschließend als Anwaltsassessor in Breslau tätig. Adler war evangelisch. Im Jahr 1941 heiratete er Gisela Männel. Aus der Ehe ging die Tochter Steffi Adler hervor. 1944 wurde er dort als Rechtsanwalt zugelassen. Danker und Lehmann-Himmel charakterisieren ihn in ihrer Studie über das Verhalten und die Einstellungen der Schleswig-Holsteinischen Landtagsabgeordneten und Regierungsmitglieder der Nachkriegszeit in der NS-Zeit als „angepasst / ambivalent“. Nach Ende des Zweiten Weltkrieges führte ihn die Flucht nach Schleswig-Holstein, wo er in Oldenburg in Holstein im Januar 1946 als Rechtsanwalt und im Jahr 1950 als Notar zugelassen wurde.

## Abgeordneter
Ab 1946 erhielt Adler verschiedene Mandate der SPD. Von 1946 bis 1963 war Adler Mitglied des Stadtrats von Oldenburg in Holstein, zeitweise auch des dortigen Kreistags. Von 1946 bis 1950 und vom 29. September 1951, als er für Rudolf Katz nachrückte, bis 1971 war Adler Landtagsabgeordneter in Schleswig-Holstein. Vom 8. Mai 1947 bis zum 31. Mai 1950 und vom 11. Oktober 1954 bis zum 15. Januar 1970 war er der Vorsitzende des Ausschusses für Justiz. Vom 27. November 1947 bis zum 21. Dezember 1948 war er außerdem Vorsitzender des Untersuchungsausschusses „Kreisbaurat Brase“, vom 21. Mai bis 24. Oktober 1949 des Untersuchungsausschusses „Möwenhaus“ und vom 12. Dezember 1949 bis zum 24. April 1950 des Untersuchungsausschusses „Kieler Nachrichten“. Vom 15. Dezember 1959 bis zum 27. Juni 1961 war er stellvertretender Vorsitzender der beiden Untersuchungsausschüsse „Prof. Heyde/Dr. Sawade“ und vom 21. Oktober 1969 bis zum 29. März 1971 des Untersuchungsausschusses „Internatsgymnasium Schloss Plön“. Vom 12. Dezember 1969 bis zum 15. Mai 1971 war Adler Vorsitzender des Landtagsausschusses für Verfassung und Geschäftsordnung. Adler war „verganheitspolitisch“, wie die Auseinandersetzung mit der NS-Zeit seinerzeit genannt wurde, stark engagiert. So äußerte er am 1. Juni 1952 in der Landtagsdebatte zum Thema Euthanasie in Schleswig-Holstein, dass dieses Thema angesichts von 2000 ermordeten Menschen „ein echtes Politikum sei“. Im Januar 1961 stellte er in der Aussprache über eine Regierungserklärung des Ministerpräsidenten Kai-Uwe von Hassel fest, dass „Schleswig-Holstein in weiten Kreisen des In- und Auslandes als Land der demokratischen Fragwürdigkeiten“ gelte. Nachdem er gemeinsam mit seinem Abgeordnetenkollegen Paul Rohloff (CDU) Werner Heyde in der Untersuchungshaft besucht hatte, stellten beide im Untersuchungsausschuss zum Heyde-Sawade-Fall fest, von einem Schuldbewusstsein könne bei Heyde nicht die Rede sein. Er sei ein ehrgeiziger und außerordentlich geltungssüchtiger Mensch, dem seine Karriere wahrscheinlich über alles gegangen sei.

## Öffentliche Ämter
Von 1948 bis 1953 gehörte Adler dem Verwaltungsrat des Nordwestdeutschen Rundfunks, von 1955 bis 1958 und nochmals von 1965 bis 1970 dem Rundfunkrat des Norddeutschen Rundfunks an.
Am 31. Januar 1963 wählte ihn die Ratsversammlung in Flensburg mit 23 von 38 Stimmen auf neun Jahre zum Oberbürgermeister der Stadt. Nach seiner Wiederwahl am 3. Februar 1972 verlängerte sich seine Amtszeit bis zu seiner Pensionierung Ende 1977.
Ab April 1966 war Adler stellvertretendes Vorstandsmitglied im Sparkassen- und Giroverband für Schleswig-Holstein, von 1970 bis Ende 1977 war er dort ordentliches Vorstandsmitglied. Ab 1973 war er Vorstandsmitglied des Grenzfriedensbundes und ab 1978 1. Vorsitzender der Deutschen Kulturgesellschaft Flensburg.

## Ehrungen
1959 erhielt Adler die Freiherr-vom-Stein-Medaille. Am 30. Dezember 1972 wurde ihm das Große Verdienstkreuz der Bundesrepublik Deutschland verliehen und 1977 die Dr.-Johann-Christian-Eberle-Medaille.